# Sielsowiet Szerszuny
Sielsowiet Szerszuny (biał. Шаршунскі сельсавет, ros. Шершунский сельсовет) – sielsowiet na Białorusi, w obwodzie mińskim, w rejonie mińskim.

## Miejscowości
- wsie:
  - Bachmetówka
  - Chocianowszczyzna
  - Czyrewicze
  - Daszki
  - Dubarewo
  - Dworzyszcze
  - Gołowacze
  - Góry
  - Hajdukówka
  - Hrynie
  - Kamieniec
  - Komki
  - Kosacze
  - Kukielewicze
  - Kurhany
  - Kurniewicze
  - Latyhówka
  - Mitrowszczyzna
  - Nowy Dwór
  - Osznarowo
  - Pahranicznaje Dworyszcza (pl. Dworyszcze)
  - Pietkiewicze
  - Pralnia
  - Puchlaki
  - Raukucewicze
  - Rogowa
  - Siaredniaja (pl. Manuły)
  - Słobódka
  - Szczodrowszczyzna
  - Szerszuny
  - Tonielewo
  - Wołkowszczyzna
  - Wożyki
  - Zborowicze
  - Żuki

- osiedla:
  - Dubarewo
  - Szerszuny